# Grapholitini
Los grafolitinos (Grapholitini) son una tribu de lepidópteros ditrisios de la familia Tortricidae.  Tiene los siguientes géneros.

## Géneros
- Acanthoclita - Agriophanes - Andrioplecta - Apocydia - Argyphlebia - Articolla - Bhagwantolita - Centroxena - Cirriphora - Commoneria - Coniostola - Corticivora - Cryptophlebia - Cryptoschesis - Cydia - Dichrorampha - Dierlia - Dracontogena - Ecdytolopha - Ethelgoda - Eucosmocydia - Fulcrifera - Goditha - Grapholita - Gymnandrosoma - Hyposarotis - Ixonympha - Karacaoglania - Larisa - Laspeyresina - Lathronympha - Leguminivora - Licigena - Loranthacydia - Lusterala - Macrocydia - Matsumuraeses - Microsarotis - Muhabbetina - Multiquaestia - Notocydia - Ofatulena - Pammene - Pammenemima - Pammenitis - Pammenopsis - Parapammene - Parienia - Procoronis - Pseudogalleria - Pseudopammene - Ricula - Riculoides - Satronia - Selania - Sereda - Spanistoneura - Statignatha - Stephanopyga - Strophedra - Talponia - Thaumatotibia - Thylacandra - Titanotoca.[1]